# Formmangel (Kirchenrecht)
Als Formmangel wird im katholischen Kirchenrecht insbesondere das Fehlen der für eine kirchenrechtlich gültige Eheschließung unter Katholiken erforderlichen kanonischen Eheschließungsform bezeichnet. Die für Katholiken geltende Pflicht zur Einhaltung dieser Form wird Formpflicht genannt.

## Begriff
Grundsätzlich benutzt das Kirchenrecht den allgemeinen Rechtsbegriff „Formmangel“ nicht anders, als es dies auch die Rechtssprache des weltlichen Rechts oder anderer Rechtssysteme tut. Die große Bedeutung der Eheschließungsform für das Eherecht der katholischen Kirche und das Gewicht, welches das Eherecht in der Rechtspraxis der römisch-katholischen Kirche einnimmt, haben dazu geführt, dass dieser Begriff in seiner eherechtlichen Spezialbedeutung im Bereich der katholischen Rechtssprache besonders präsent und bekannt ist.

## Formpflicht
Die kanonische Eheschließungsform – eingeführt durch das Dekret Tam etsi (1563) des Konzils von Trient – schreibt vor, dass eine Ehe nur von zwei rechtlich dazu befähigten Personen unterschiedlichen Geschlechts unter Assistenz des Ortsordinarius, des Ortspfarrers oder eines von einem der beiden delegierten Priesters oder Diakons vor zwei Zeugen geschlossen werden kann (can. 1108 CIC). Bereits das Vierte Laterankonzil (1215) hatte in seinem 51. Kanon die heimliche Eheschließung ohne öffentliches Aufgebot verboten. Sinn der Formpflicht war es ursprünglich, die überhandnehmende Praxis heimlicher, kirchlich nicht kontrollierbarer „Klandestinehen“ (Eheschließungen ohne Zeugen) zu beseitigen und die Ehefähigkeit der Brautleute im Vorfeld überprüfen zu können, um Doppelehen zu vermeiden.
Da es sich bei der Formpflicht um ein kirchliches Gesetz handelt, gilt sie grundsätzlich nur für diejenigen Rechtssubjekte, die dem kirchlichen Recht unterliegen. Bis zum 2. Vatikanischen Konzil vertrat die römisch-katholische Kirche die Auffassung, das kanonische Recht besitze universelle Geltung für alle Christen lateinischer Tradition. Außerhalb der kanonischen Form vollzogene Eheschließungen von getauften Gläubigen – etwa in den Kirchen der Reformation – wurden deshalb katholischerseits lange Zeit nicht als gültige Ehen anerkannt, sondern als bloße Konkubinate betrachtet. Das neue Gesetzbuch (CIC) von 1983 vertritt demgegenüber den Rechtsgrundsatz, wonach die Gesetze der Kirche – immer soweit sie kein allgemeinverbindliches überpositives („göttliches“) Recht beinhalten – nur für die eigenen Mitglieder bindend sind. Insbesondere nichtkatholische Christen unterliegen der Formpflicht demzufolge nach heutiger katholischer Auffassung nicht. Das ist insofern bedeutsam, als eine beispielsweise unter evangelischen Christen ohne Einhaltung der katholischen Form (also z. B. vor dem evangelischen Pfarrer oder bloß standesamtlich) geschlossene Ehe nach katholischer Ansicht nun trotzdem gültig zustande kommt, soweit keine anderweitigen Hinderungsgründe vorliegen, und daher (da jede unter Christen geschlossene Ehe als sakramental und unauflöslich angesehen wird) eine kirchliche (katholische) Wiederheirat ausgeschlossen ist.
Schließt dagegen eine formpflichtige Person, d. h. ein römisch-katholischer Christ, die Ehe ohne entsprechende Dispens (Befreiung von der Formpflicht) in einer nichtkatholischen Form, so ist diese Eheschließung kirchenrechtlich nicht gültig. Einer späteren kirchlichen (katholischen) Wiederheirat steht in diesem Fall nichts entgegen, weil die Person nach katholischer Ansicht überhaupt nicht verheiratet war.

## Aktueller Anwendungsbereich
Eine wichtige rechtliche Änderung hat es in diesem Zusammenhang mit Inkrafttreten des Motu Proprios Omnium in mentem (Dezember 2009) von Papst Benedikt XVI. gegeben. Bis dahin waren Katholiken, die durch einen sogenannten „formalen Akt“ von der Kirche „abgefallen“ waren (darunter fielen nach lange Zeit herrschender Rechtsmeinung in Deutschland auch aus der Kirche ausgetretene Katholiken), ausdrücklich von der Formpflicht ausgenommen. Das bedeutete in der Praxis, dass ein ausgetretener Katholik, der einen anderen getauften Christen nicht kirchlich, sondern nur standesamtlich heiratete, automatisch (und meist ohne Wissen und Wollen) eine unauflösliche, sakramentale Ehe im katholischen Verständnis schloss (und sich somit nach einer bürgerlichen Scheidung nicht kirchlich wiederverheiraten konnte, obwohl er zuvor formal nie kirchlich geheiratet hatte). Ein Verstoß gegen die Formpflicht, der nach kirchlichem Recht zur Ungültigkeit der ersten Eheschließung geführt hätte, lag ja infolge der besagten Ausnahmeregelung nicht vor. 
Diese Ungleichbehandlung ausgetretener und nicht ausgetretener Katholiken wurde durch das Motu Proprio beseitigt, indem alle Verweise auf den „formalen Akt“ des Abfalls von der Kirche aus dem CIC gestrichen wurden, sodass es einen derartigen förmlichen Austritt aus der katholischen Kirche kirchenrechtlich heute nicht mehr gibt. Alle katholisch getauften oder in die katholische Kirche eingetretenen Christen (also auch ausgetretene oder „abgefallene“ Katholiken, die sich in der Öffentlichkeit von der Kirche losgesagt haben) unterliegen damit seit 2010 bei der Eheschließung ohne Unterschied der katholischen Formpflicht. Eine rein standesamtliche Eheschließung durch Katholiken ist damit aus Sicht des katholischen Kirchenrechts nun immer ungültig, unabhängig davon, ob es sich um aktive Kirchenmitglieder oder ausgetretene Katholiken handelt.
Uneinheitlich ist die Behandlung der älteren Fälle ausgetretener Katholiken, die zwischen dem Inkrafttreten des CIC am 27. November 1983 und der Gesetzesänderung zum 8. April 2010 unter Nichteinhaltung der Formpflicht eine Christin oder einen Christen geheiratet haben. Aufgrund des auch im kirchlichen Recht geltenden Rückwirkungsverbots beschwerender Rechtsvorschriften ist für sie prinzipiell die zum Zeitpunkt ihrer Eheschließung geltende Regelung weiter anwendbar, die Ehen werden daher beispielsweise im Erzbistum Köln nicht wegen Formmangels als ungültig erachtet und gelten deshalb als unauflösbar. Diese Rechtsauffassung beruht auf dem Festhalten der Deutschen Bischofskonferenz an der Bewertung des Kirchenaustritts als formgültige Trennung von der Kirche (Schisma), die zur automatischen Exkommunikation und damit nach altem Recht auch zur Befreiung von der Formpflicht führte. Da beim Antrag auf Anerkennung eines Formmangels meist der Wunsch nach Eingehung einer neuen kirchlichen Ehe im Hintergrund steht, wird allerdings die Frage diskutiert, inwieweit eine rückwirkende Anwendung der neuen Regelung tatsächlich ein beschwerender und nicht eher ein den Antragsteller begünstigender Rechtsakt wäre, was die Rückwirkung nicht mehr ausschlösse.

## Folgen eines Formmangels
Das Zusammenleben in einer kirchenrechtlich ungültigen Ehe steht vom Standpunkt der traditionellen kirchlichen Moral dem Konkubinat gleich. Zwar wird einer solchen Partnerschaft heute eine gewisse Verbindlichkeit auch kirchlicherseits nicht mehr abgesprochen, aber noch immer können ein Mann und eine Frau, die ohne gültige Eheschließung zusammenleben, bis zur Behebung dieses von der Kirche als „öffentliches Ärgernis“ qualifizierten Umstands nicht zu den Sakramenten (bspw. zur Kommunion) zugelassen werden. Das gilt für rein standesamtlich verheiratete Katholiken ebenso wie für gänzlich unverheiratet zusammen lebende Paare. 
Die Frage, ob auch bloß standesamtlich verheiratete Katholiken, die zum Zeitpunkt ihrer bürgerlichen Eheschließung vor 2010 aus der Kirche ausgetreten waren, von der Kirchenstrafe betroffen sind, ist kanonistisch noch nicht geklärt. Sie ist im Normalfall auch nur von Belang, wenn zwischenzeitlich ein Wiedereintritt in die katholische Kirche erfolgt ist, da der öffentlich beurkundete Kirchenaustritt nach der bisher herrschenden Meinung ohnehin die automatische Exkommunikation und damit den Ausschluss vom Sakramentenempfang nach sich zieht. Allerdings ist diese Rechtsmeinung aufgrund von Äußerungen des Heiligen Stuhls in den vergangenen Jahren immer häufiger in Zweifel gezogen worden (etwa im Fall des Kirchenrechtlers Hartmut Zapp).

## Dispens von der Formpflicht
Von der Formpflicht kann vor der Eheschließung durch den katholischen Ortsordinarius befreit werden, wenn schwerwiegende Gründe vorliegen (z. B. der andere Partner verweigert eine kirchliche Eheschließung). Daneben gab es bereits im alten Kirchenrecht vor 1983 eine im neuen Recht gesetzlich spezifizierte (1116  CIC) Anzahl von Sonderfällen (etwa Lebensgefahr oder Nichterreichbarkeit eines zuständigen Priesters), in denen die Eheschließung unter Nichteinhaltung der Form auch ohne vorherige Dispenseinholung für gültig angesehen wird (sogenannte Noteheschließung). Ebenso kann eine nicht kirchlich geschlossene Ehe nachträglich und rückwirkend anerkannt werden (sogenannte Sanatio in radice, d. h. „Gültigmachung von Anfang an“), sofern der Ehewille beider Partner zum Zeitpunkt der Gültigmachung andauert.